# Зэвэгийн Ойдов
Зэвэгийн Ойдов (монг. Зэвэгийн Ойдов, род. 14 августа 1950, Хархорин, Уверхангай) — монгольский борец вольного стиля, чемпион мира, призёр Олимпийских игр.

## Биография
Родился в 1949 году в сомоне Хархорин. В 1972 году принял участие в Олимпийских играх в Мюнхене, но неудачно. В 1974 году стал чемпионом мира и завоевал серебряную медаль Азиатских игр. В 1975 году вновь выиграл чемпионат мира. В 1976 году завоевал серебряную медаль Олимпийских игр в Монреале. В 1977 году стал бронзовым призёром чемпионата мира. В 1978 году завоевал золотую медаль Азиатских игр. В 1980 году принял участие в Олимпийских играх в Москве, но неудачно.

## Признание
31 октября 1976 года почта Монголии выпустила серию почтовых марок (№ 1018-1024 + почтовый блок №С1025). На блоке номиналом 4 тугрика изображён Зэвэгийн Ойдов.